# Universale Economica Feltrinelli dal 201 al 300

## Dal n. 201 al n. 300
- I 100 precedenti: Universale Economica Feltrinelli dal 101 al 200

| Universale Economica Feltrinelli |                                 | |                                           |
|                                  |                                 | |                                           |
|                                  | Sezione                         | Titolo | Autore                                    |
| 201                              | Documenti                       | La resistenza al fascismo: scritti e testimonianze, prefazione di Giovanni Pirelli                                                 | Maurizio Milan e Fausto Vighi (a cura di) |
| 202                              | Scientifica                     | La personalità degli animali, prefazione di Enrico Vannini                                                                         | Harold Munro Fox                          |
| 203                              | Storia e filosofia              | L'uomo macchina e altri scritti, a cura di Giulio Preti                                                                            | Julien Offray de La Mettrie               |
| 204                              | Scientifica                     | Alla ricerca dell'anello mancante, prefazione di Franco Graziosi                                                                   | Robert Broom                              |
| 205                              | Cinema                          | Il film nella battaglia delle idee, prefazione di Guido Aristarco                                                                  | John Howard Lawson                        |
| 206                              | Saggi                           | Come la musica esprime le idee, prefazione di Rubens Tedeschi                                                                      | Sidney Finkelstein                        |
| 207                              | Narrativa                       | La baracca | Vicente Blasco Ibáñez                     |
| 208                              | Scientifica                     | L'ora H è suonata per il mondo?, prefazione di Albert Einstein                                                                     | Charles-Noël Martin                       |
| 209                              | Scrittori d'oggi                | Le soldatesse | Ugo Pirro                                 |
| 210                              | Scrittori d'oggi                | Viaggio in Cina | Carlo Cassola                             |
| 211                              | Documenti                       | Il processo alla Muti, prefazione di Ferruccio Parri                                                                               | Luigi Pestalozza (a cura di)              |
| 212                              | Narrativa                       | Gli impiegati | Honoré de Balzac                          |
| 213                              | Scrittori d'oggi                | La casa di Novach | Mario Terrosi                             |
| 214                              | Poesia                          | Poesie, a cura di Ferdinando Giannessi                                                                                             | Carlo Porta                               |
| 215                              | Saggi                           | La critica d'arte e altri scritti. a cura di Raffaele De Grada                                                                     | Eugène Delacroix                          |
| 216                              | Scrittori d'oggi                | Perché gli altri dimenticano | Bruno Piazza                              |
| 217                              | Saggi                           | Il posto dell'uomo nella natura e altri scritti, a cura di Emanuele Padoa                                                          | Thomas Henry Huxley                       |
| 218                              | Scrittori d'oggi                | Squarciò | Franco Solinas                            |
| 219                              | Saggi                           | Organicità e astrazione | Ranuccio Bianchi Bandinelli               |
| 220                              | Scrittori d'oggi                | Nella vita di tutti | Armando Bozzoli                           |
| 221                              | Saggi                           | Breve storia della Cina moderna | Israel Epstein                            |
| 222                              | Scrittori d'oggi                | Il sospetto | Alfredo Orecchio                          |
| 223                              | Storia e filosofia              | Storia della letteratura italiana, vol. I, a cura di Luigi Russo                                                                   | Francesco De Sanctis                      |
| 224                              | Storia e filosofia              | Storia della letteratura italiana, vol. II                                                                                         | Francesco De Sanctis                      |
| 225                              | Scrittori d'oggi                | Lettera d'amore | Giuseppe Bartolucci                       |
| 226                              | Saggi                           | La terra e suoi misteri, a cura di Alfredo Pollini                                                                                 | George Walter Tyrrell                     |
| 227                              | Saggi                           | Pensieri sulla cometa, a cura di Gian Piero Brega                                                                                  | Pierre Bayle                              |
| 228                              | Narrativa                       | Taipi | Herman Melville                           |
| 229                              | Saggi                           | Scritti di estetica, a cura di Guido Neri                                                                                          | Denis Diderot                             |
| 230                              | Narrativa                       | Il sole splende sul fiume Sangkan                                                                                                  | Ting Ling                                 |
| 231                              | Scrittori d'oggi                | Il bardotto | Valerio Bertini                           |
| 232                              | Saggi                           | La relatività è facile | James A. Coleman                          |
| 233                              | Saggi                           | Storia della Germania moderna, prefazione di Ernesto Ragionieri                                                                    | Franz Mehring                             |
| 234                              | Scrittori d'oggi                | Il lavoro culturale | Luciano Bianciardi                        |
| 235                              | Scrittori d'oggi                | I racconti del borgo | Gabriella Lapasini                        |
| 236                              | Scrittori d'oggi                | Roma e i nostri anni | Mario Socrate                             |
| 237                              | Saggi                           | Le civiltà scomparse dell'Africa                                                                                                   | John Coleman de Graft-Johnson             |
| 238                              | Scrittori d'oggi                | La gente di Sidaien | Dante Troisi                              |
| 239                              | Saggi                           | Dialogo sulle donne e altri scritti, a cura di Cesare Cases                                                                        | Ferdinando Galiani                        |
| 240                              | Saggi                           | L'Inquisizione spagnola | Arthur Stanley Turberville                |
| 241                              | Scrittori d'oggi                | Prima di giorno | Ottavio Cecchi                            |
| 242                              | Saggi                           | L'origine della vita, prefazione di Massimo Aloisi                                                                                 | John Desmond Bernal                       |
| 243                              | Saggi                           | Etica e concezione materialistica della storia, prefazione di Ernesto Ragionieri                                                   | Karl Kautsky                              |
| 244                              | Poesia                          | Bene! preceduto dal Poema di Lenin, a cura di Mario De Micheli                                                                     | Vladimir Majakovskij                      |
| 245                              | Cinema                          | Il cinema come industria, a cura di Libero Solaroli                                                                                | Peter Bachlin                             |
| 246                              | Scrittori d'oggi                | Bellicapelli | Sergio Velitti                            |
| 247                              | Saggi                           | Scritti critici, a cura di Mario Bonfantini                                                                                        | Honoré de Balzac                          |
| 248                              | Teatro                          | I Giacobini | Federico Zardi                            |
| 249                              | Scrittori d'oggi                | Il senatore | Giancarlo Buzzi                           |
| 250                              | Documenti                       | Storia di due manifesti: il fascismo e la cultura italiana, con un saggio di Francesco Flora                                       | Emilio R. Papa                            |
| 251                              | Saggi                           | L'atmosfera in movimento | Frederick Kenneth Hare                    |
| 252                              | Scrittori d'oggi                | Estate al lago | Alberto Vigevani                          |
| 253                              | Saggi                           | La spedizione dei Catalani in Oriente, a cura di Cesare Giardini                                                                   | Ramon Muntaner                            |
| 254                              | Teatro                          | Coriolano, a cura di Alessandro De Stefani                                                                                         | William Shakespeare                       |
| 255                              | Saggi                           | L'evoluzione oggi | Neville T. George                         |
| 256                              | Scrittori d'oggi                | L'amore senza storie | Oreste Del Buono                          |
| 257                              | Saggi                           | Storia della letteratura italiana nel secolo XIX. 1. Alessandro Manzoni, a cura di Alberto Asor Rosa, prefazione di Carlo Muscetta | Francesco De Sanctis                      |
| 258                              | Saggi                           | Storia della letteratura italiana nel secolo XIX. 2. La scuola cattolico-liberale                                                  | Francesco De Sanctis                      |
| 259                              | Saggi                           | Storia della letteratura italiana nel secolo XIX. 3. Mazzini e la scuola democratica                                               | Francesco De Sanctis                      |
| 260                              | Saggi                           | Storia della letteratura italiana nel secolo XIX. 4. Leopardi                                                                      | Francesco De Sanctis                      |
| 261                              | Scrittori d'oggi                | Le svedesi | Silvano Ambrogi                           |
| 262                              | Saggi                           | Come si muovono gli animali | James Gray                                |
| 263                              | Teatro                          | Mercadet l'affarista, a cura di Icilio Ripamonti                                                                                   | Honoré de Balzac                          |
| 264                              | Saggi                           | Manuale del jazz | Barry Ulanov                              |
| 265                              | Scrittori d'oggi                | Vacanza tedesca | Marcello Venturi                          |
| 266                              | Saggi                           | Il mondo fisico dei greci, prefazione di Ludovico Geymonat                                                                         | Shmuel Sambursky                          |
| 267                              | Saggi                           | Guida alla luna, prefazione di Margherita Hack                                                                                     | Hugh Percy Wilkins                        |
| 268                              | Scrittori d'oggi                | Carnevale a Milano | Raffaele Crovi                            |
| 269                              | Documenti                       | Dall'antifascismo alla Resistenza                                                                                                  | Leo Valiani                               |
| 270                              | Saggi                           | L'occhio e il sole | Sergej Ivanovič Vavilov                   |
| 271                              | Scrittori d'oggi                | Due storie di donne | Rolando Cristofanelli                     |
| 272                              | Saggi                           | Breve storia dell'arte cinese | Gina Pischel Fraschini                    |
| 273                              | Saggi                           | Il sesso e l'organizzazione sociale                                                                                                | Gergene Hoffman Seward                    |
| 274                              | Scrittori d'oggi                | Salvo il battesimo | Nino Dramis                               |
| 275                              | Saggi                           | La leggenda nera: storia proibita degli spagnoli nel Nuovo Mondo, a cura di Alberto Pincherle                                      | Bartolomé de Las Casas                    |
| 276                              | Saggi                           | Storia della libertà di pensiero                                                                                                   | John Bagnell Bury                         |
| 277                              | Scrittori d'oggi                | Un intero minuto | Oreste Del Buono                          |
| 278                              | Saggi                           | Il pulviscolo radioattivo, prefazione di Bertrand Russell                                                                          | Antoinette Pirie (a cura di)              |
| 279                              | Saggi                           | I problemi della filosofia | Bertrand Russell                          |
| 280                              | Teatro                          | La visita della vecchia signora, a cura di Aloisio Rendi                                                                           | Friedrich Dürrenmatt                      |
| 281                              | Saggi                           | I frammenti del passato: archeologia della preistoria, prefazione di Salvatore Puglisi                                             | Vere Gordon Childe                        |
| 282                              | Saggi                           | I microbi e noi | Hugh Nicol                                |
| 283                              | Scrittori d'oggi                | La notte dei "mascheri" | Camilla Salvago Raggi                     |
| 284                              | Saggi                           | Il flagello della svastica: breve storia dei delitti di guerra nazisti, presentazione di Gian Enrico Rusconi                       | Lord Russell di Liverpool                 |
| 285                              | Saggi                           | Il sole fatto dall'uomo, a cura di Gian Piero Felcher                                                                              | John D. Jukes                             |
| 286                              | Scrittori d'oggi                | Perché mia moglie | Carla Ravaioli                            |
| 287                              | Narrativa                       | Nettare in un setaccio | Kamala Markandaya                         |
| 288                              | Saggi                           | Breve storia della scienza | William Cecil Dampier                     |
| 289                              | Narrativa                       | Il naufrago | James Gould Cozzens                       |
| 290                              | Saggi                           | Scienza e politica nel mondo antico                                                                                                | Benjamin Farrington                       |
| 291                              | Teatro                          | La congiura | Giorgio Prosperi                          |
| 292                              | Saggi                           | Le forme degli animali | Adolf Portmann                            |
| 293                              | Narrativa                       | Crudeltà | Pavel Nilin                               |
| 294                              | Scrittori d'oggi                | Una prigione di nebbia | Piero Spalletti                           |
| 295                              | Narrativa                       | Il giudice e il suo boia e Il sospetto                                                                                             | Friedrich Dürrenmatt                      |
| 296                              | Memoria                         | Memorie di un fuoriuscito, a cura di Gaetano Arfé                                                                                  | Gaetano Salvemini                         |
| 297                              | Biblioteca di classici italiani | Vita scritta da lui medesimo, a cura di Sergio Bertelli                                                                            | Pietro Giannone                           |
| 298                              | Biblioteca di classici italiani | I promessi sposi, parte I, a cura di Alberto Asor Rosa, introduzione di Natalino Sapegno                                           | Alessandro Manzoni                        |
| 299                              | Biblioteca di classici italiani | I promessi sposi, parte II | Alessandro Manzoni                        |
| 300                              | Saggi                           | Modelli di cultura | Ruth Benedict                             |

- I 100 successivi: Universale Economica Feltrinelli dal 301 al 400